# Giancarlo Serenelli
Giancarlo "Gato" Serenelli Pellechia (Caracas, 10 de julio de 1981) es un piloto venezolano de automovilismo que compite en monoplazas. Logró tres campeonatos de la LATAM Challenge Series en 2008, 2010 y 2011.

## Trayectoria
Después de pasar por el karting, Serenelli corrió en la Fórmula Ford Venezolana, ganando su primer título en el año 2000. Después se marchó al Campeonato Italiano de Fórmula Renault en 2001 pero no obtuvo resultados destacables y volvió a la Fórmula Ford el año siguiente donde revalidó el título.
En 2007 quedó Subcampeón de la Fórmula Renault Panamericana GP series, consiguiendo dos victorias en nueve carreras. En 2008 ganó las LATAM Challenge Series, terminó segundo en 2009 y lo volvió a ganar en 2010 y 2011.
En 2012 volvió a correr en Europa, disputando la temporada de Auto GP World Series para Ombra Racing. y disputando también la GP2 Series con la nueva escudería Venezuela GP Lazarus. En la Auto GP, tuvo como mejores resultados un cuarto puesto, y dos sextos para terminar duodécimo en el campeonato, mientras que en la GP2 no llegó nunca en una carrera entre los 10 primeros en 9 nueve rondas que disputó, antes de ser reemplazado por René Binder. Serenelli disputó las últimas cuatro fechas de la temporada 2013 de la Indy Lights para Belardi, donde consiguió tres séptimos puestos.

## Resumen de carrera
| Temporada    | Categoría                       | Equipo               | Carreras | Victorias | Poles | VR | Podios | Puntos | Pos. |
| ------------ | ------------------------------- | -------------------- | -------- | --------- | ----- | -- | ------ | ------ | ---- |
| 1997         | Fórmula Ford 1600 Venezuela     |                      | ?        | ?         | ?     | ?  | ?      | ?      | 2.º  |
| 2000         | Fórmula Ford 2000 Venezuela     |                      | ?        | ?         | ?     | ?  | ?      | ?      | 1.º  |
| 2001         | Fórmula Renault 2000 Italia     | Drumel Motorsport    | 8        | 0         | 0     | 0  | 0      | 0      | NC   |
| 2001         | Fórmula Renault 2000 Italia     | LT Motorsport        | 8        | 0         | 0     | 0  | 0      | 0      | NC   |
| 2002         | Fórmula Ford 2000 Venezuela     |                      | ?        | ?         | ?     | ?  | ?      | ?      | 1.º  |
| 2002         | Fórmula Renault 2000 Italia     | Facondini Racing     | 0        | 0         | 0     | 0  | 0      | 0      | NC   |
| 2005         | Eurocopa de Fórmula Renault 2.0 | Cram Competition     | 4        | 0         | 0     | 0  | 0      | 0      | 45.º |
| 2006         | Fórmula Renault 2000 de América | R/E Racing           | 3        | 0         | 0     | 0  | 0      | 14     | 19.º |
| 2007         | Fórmula Renault 2000 de América | R/E Racing           | 9        | 2         | 2     | 1  | 7      | 176    | 2.º  |
| 2008         | LATAM Challenge Series          | R/E Racing           | 16       | 7         | 3     | 4  | 12     | 362    | 1.º  |
| 2009         | LATAM Challenge Series          | R/E Racing           | 18       | 4         | 5     | 6  | 10     | 318    | 2.º  |
| 2010         | LATAM Challenge Series          | R/E Racing           | 18       | 5         | 2     | 6  | 12     | 356    | 1.º  |
| 2011         | LATAM Challenge Series          | R/E Racing           | 18       | 7         | 0     | 6  | 10     | 268    | 1.º  |
| 2011         | Super Copa León México          | PDVSA                | 16       | 2         | 1     | 1  | 7      | 1285   | 3.º  |
| 2012         | GP2 Series                      | Venezuela GP Lazarus | 18       | 0         | 0     | 0  | 0      | 0      | 33.º |
| 2012         | Auto GP World Series            | Ombra Racing         | 12       | 0         | 0     | 0  | 0      | 34     | 12.º |
| 2013         | Indy Lights                     | Belardi Auto Racing  | 4        | 0         | 0     | 0  | 0      | 97     | 10.º |
| Referencias: |                                 |                      |          |           |       |    |        |        |      |

## Resultados

### GP2 Series
(Clave) (negrita indica pole position) (cursiva indica vuelta rápida puntuable)

| Año  | Escudería            | 1   | 1   | 2   | 2   | 3   | 3   | 4   | 4   | 5   | 5   | 6   | 6   | 7   | 7   | 8   | 8   | 9   | 9   | 10  | 10  | 11  | 11  | 12  | 12  | Pos. | Puntos | Ref.  |
| ---- | -------------------- | --- | --- | --- | --- | --- | --- | --- | --- | --- | --- | --- | --- | --- | --- | --- | --- | --- | --- | --- | --- | --- | --- | --- | --- | ---- | ------ | ----- |
| 2012 | Venezuela GP Lazarus | KUA | KUA | SAK | SAK | SAK | SAK | BAR | BAR | MON | MON | VAL | VAL | SIL | SIL | HOC | HOC | BUD | BUD | SPA | SPA | MNZ | MNZ | SIN | SIN | 33.º | 0      | [ 3 ] |
| 2012 | Venezuela GP Lazarus | 22  | 20  | 18  | 20  | 22  | 21  | 25  | Ret | 22  | Ret | Ret | 16  | 19  | 16  | 24  | Ret | 20  | 22  |     |     |     |     |     |     | 33.º | 0      | [ 3 ] |